# San Antonio Guadalupe
San Antonio Guadalupe är en ort i Mexiko.   Den ligger i kommunen Zumpahuacán och delstaten Mexiko, i den sydöstra delen av landet, 80 km sydväst om huvudstaden Mexico City. San Antonio Guadalupe ligger 1 874 meter över havet och antalet invånare är 849.
Terrängen runt San Antonio Guadalupe är kuperad. Runt San Antonio Guadalupe är det tätbefolkat, med 427 invånare per kvadratkilometer. Närmaste större samhälle är Ixtapan de la Sal, 10,1 km sydväst om San Antonio Guadalupe. I omgivningarna runt San Antonio Guadalupe växer huvudsakligen savannskog.